# Polypedilum amoenum
Polypedilum amoenum är en tvåvingeart som beskrevs av Maurice Emile Marie Goetghebuer 1930. Polypedilum amoenum ingår i släktet Polypedilum och familjen fjädermyggor. Inga underarter finns listade i Catalogue of Life.